# Disperzni sistem
Disperzni sistem je zmes dveh ali več sestavin, kjer je prva sestavina porazdeljena v drugi, vendar med seboj kemijsko ne reagirata. Sestavljen je iz dveh faz: notranja (dispergirana) faza je porazdeljena v zunanji fazi (disperznem mediju ali disperznem sredstvu). Notranja in zunanja faza sta vsaka zase homogeni. Na meji med obema fazama se pojavi mejna površina. Ta nastane takrat, kadar sestavine notranje faze tvori tolikšno število molekul, da vse molekule notranje faze niso v stiku z zunanjo fazo. Mejna površina predstavlja fizikalno mejo med obema fazama. Obenem je mesto, na katerem lahko prihaja do različnih pojavov, kot sta na primer nastanek naboja ali tvorba vezi. 

Disperzne sisteme opisujemo z več merili. Največkrat jih opisujemo z velikostjo delcev (molekul) notranje faze. Glede na velikost porazdeljenih delcev ali molekul notranje faze ločimo grobe disperzije, koloidne disperzije in molekularne disperzije. 

## Grobo disperzni sistem
Grobo disperzni sistemi so tisti, pri katerih so delci notranje faze večji od 1000 nm in jih sestavlja več kot 10⁹ atomov. Prehod med obema fazama lahko opazimo s svetlobnim mikroskopom ali prostim očesom. Med grobe disperzije uvrščamo suspenzije in emulzije.

### Suspenzija
Suspenzija je dvofazni sistem, sestavljen iz trdne notranje faze in zunanje faze, ki je lahko v trdnem, poltrdnem, tekočem ali plinastem agregatnem stanju. 
Zaradi lastnosti trdnih delcev lahko pride do fizikalne nestabilnosti suspenzij. Eden od teh je sedimentacija. Do tega pojava pride, ker imajo delci notranje faze večjo gostoto kot zunanja faza in se usedajo na dno. V obliki suspenzij so nekatera zdravila, kozmetična in čistilna sredstva. Če suspenzija dlje časa stoji, nastane usedlina, zato je na embalaži vedno opozorilo ˝pred uporabo pretresi˝. Po stresanju pa se obe snovi zopet enakomerno porazdelita v celotni zmesi. Obraten pojav sedimentaciji je flotacija. Do tega pojava pride, ker disperzno sredstvo zelo slabo moči delce notranje faze in ti splavajo na površino medija. 
Da zmanjšamo možnost ali preprečimo nastajanje fizikalne nestabilnosti, suspenzijam dodamo pomožne snovi, kot so močljivci, peptizatorji in snovi za povečanje viskoznosti. Močljivci so površinsko aktivne snovi (PAS). Z lipofilnim delom se obrnejo k delcu, s hidrofilnim pa k vodi oziroma disperznem mediju. primer močljivca je natrijev stearat. Peptizatorji so elektroliti, ki se adsorbirajo na površini delca. Delci dobijo istovrstni naboj (običajno negativnega) in se odbijajo. Nabiti delci se ne združujejo v agregate in sedimentacija se zmanjša. Peptizatorji pa ne smejo biti prisotni v preveliki koncentraciji, ker lahko pride do destabilizacije suspenzije. Primer peptizatorja so citrati in fosfati. Snovi za povečanje viskoznosti so običajno različne makromolekule (na primer etri celuloze), ki povečajo viskoznost zunanje faze, zato se hitrost sedimentacije zmanjša. Dodatek pomožnih snovi pa še vedno ne zagotavlja, da bo suspenzija stabilna.

### Emulzija
Emulzijo sestavljata 2 tekočini, ki se med sabo ne mešata. Takšni tekočini sta na primer voda in olje. Vsaka zmes dveh nemešljivih tekočin teži k zmanjšanju površinske napetosti med fazama. Manjši kot so delci dispergirane faze, večja je površinska napetost med dvema fazama, bolj nestabilna je emulzija, hitrejša je razdelitev faz. Najmanjša površinska napetost med maščobo in vodo je takrat, ko sta fazi popolnoma ločeni – maščoba splava na površino in zmes se loči. Snov, ki uspešno zmanjša površinsko napetost med oljem in vodo in pomaga ustvariti emulzijo, se imenuje emulgator. 
Emulgatorji so površinsko aktivne snovi, ki se porazdelijo na meji med vodno in oljno fazo tako, da znižajo medfazno napetost na meji med vodo in oljem in preprečujejo zlitje kapljic ter ločitev obeh faz. molekule emulgatorja imajo hidrofilen del (hidrofilno glavo) in lipofilen del (lipofilni rep). V emulziji se molekula emulgatorja obrne tako, da se s hidrofilno glavo obrne proti vodni, z lipofilnim delom pa proti oljni fazi. 
Emulgatorji so lahko v osnovi dveh vrst: emulgatorji za emulzije tipa olje v vodi (O/V), ki so načeloma bolj hidrofilni, in emulgatorji za emulzije tipa voda v olju (V/O), ki so načeloma bolj lipofilni.
Glede na to, katera faza je zunanja in katera notranja, se emulzije lahko v osnovi dveh vrst: olje v vodi (okrajšava O/V) ali voda v olju (okrajšava V/O). V primeru emulzije O/V (olje v vodi) je zunanja faza vodna faza; notranja ali dispergirana faza pa maščobna faza. V primeru emulzije V/O (voda v olju) pa je zunanja faza olje, notranja ali dispergirana faza pa voda. Načeloma tipa emulzije ne določa razmerje med vodno in oljno fazo, temveč usmerjenost emulgatorja. Emulzija z 20% olja in 80% vode tako nima nujno vode kot zunanjo fazo in olja kot notranjo fazo, temveč je lahko to ob prisotnosti ustreznega emulgatorja emulzija tipa V/O (vode v olju).
Veliko emulzij nas obkroža v vsakdanjem življenju. To so mleko, majoneza, maslo in kozmetični izdelki. 

## Koloidno disperzni sistem
Koloidno disperzni sistemi so tisti, v katerih so delci ali molekule dispergirane faze veliki od 1 do 1000 nm in jih sestavlja od 1000 do 10⁹ atomov. Primer naravne koloidne disperzije je kri. Njihovo obliko, zgradbo in velikost lahko opazujemo z elektronskim mikroskopom, saj so delci za opazovanje s svetlobnim mikroskopom premajhni. Ker koloidni delci prehajajo skozi navaden filtrirni papir, jih ločujemo z dializo ali ultrafiltracijo.

### Delitev
Glede na privlak, ki ga imajo dispergirani delci do disperznega medija, jih delimo na liofilne in liofobne koloide. Liofilni koloidi so tisti, katerih dispergirani delci kažejo privlak do disperznega medija in so solvatirani. Kadar je disperzni medij voda, govorimo o hidrofilnih koloidih. V liofobnih koloidih delci nimajo privlaka do molekul disperznega medija (vode), zato tudi niso hidratirani. 

Druga pogosta delitev je na molekularne in asociacijske koloide. Ta razdelitev upošteva povezavo med atomi ali molekulami v dispergiranem delcu. V molekularnih koloidih so atomi povezani s kovalentnimi vezmi. Asociacijske koloide sestavlja več manjših molekul, ki se združujejo v asociate koloidnih velikosti. Asociatom pravimo tudi miceli, asociacijskim koloidom pa micelski koloidi. 

V koloidni disperziji zavzemajo dispergirani delci različne oblike. Linearne (nitaste) imajo obliko verige, sferične pa so v kroglicah. Dispergirane molekule so v disperznem mediju lahko prosto gibljive. Pravimo, da so v stanju sol. Nasprotno stanju sol je gel, v katerem so dispergirani delci medsebojno premreženi in niso prosto gibljivi.

### Koloidna raztopina
Koloidna raztopina je heterogena zmes snovi, v katerih je ena snov fino razpršena v drugi snovi. Koloidne raztopine so lahko navidezno prozorne in jih lahko na prvi pogled zamešamo s pravimi raztopinam. Da gre za koloidno raztopino in ne pravo raztopino, lahko ugotovimo s Tyndallovim pojavom. Tyndallov pojav povzročajo razpršeni svetlobni žarki, ki gredo skozi koloidno raztopino, ker je premer koloidnih delcev večji od valovne dolžine vidne svetlobe. Svetloba se od njih odbija v vse smeri, tudi v smer našega očesa. V pravih raztopinah pa svetlobnega žarka ne vidimo, ker je premer delcev manjši od valovne dolžine svetlobnih žarkov. Vsa svetloba tako potuje skozi tekočino brez ovir. 
Koloidne raztopine lahko pripravimo iz suspenzij ali iz večjih trdnih delcev tako, da jih dispergiramo, zmeljemo v posebnih koloidnih mlinih (ob dodatku primernega elektrolita, ki omogoči, da se koloidni delci nabijejo). Kovinske sole je mogoče pripraviti po Bredigovem postopku z električnim oblokom med kovinskima elektrodama pod vodo. Zaradi visoke temperature obloka kovina izpareva, pod vodo pa takoj kondenzira, pri čemer nastanejo koloidni delci primerne velikosti, ki dobijo naboj s trenjem.

### Uporaba koloidov
Koloidi imajo izredno raznoliko uporabo v različne namene. Uporabljajo se: 

⦁ na področju medicine: Zdravila v koloidni obliki se v telesu zlahka absorbirajo in so zato veliko učinkovitejša. 

⦁ na področju izdelave mil 

⦁ za čiščenje vode 

⦁ v proizvodnji gum

## Molekularno disperzni sistem
Molekularno disperzni sistemi so prave raztopine. Delci so manjši od 1000 nm in jih sestavlja manj kot 1000 atomov. Meje med notranjo in zunanjo fazo ne zaznamo. 

### Raztopina
Raztopina je homogena zmes topljenca in topila. Topljenec je snov, ki se raztaplja, topilo pa snov, v kateri raztapljamo topljenec. Ponavadi je topila več kot topljenca. Količina topljenca, ki se raztaplja v določeni količini topila je omejena z njegovo topnostjo.
Topnost je največja količina topljenca, ki ga lahko raztopimo v neki količini topila pri določeni temperaturi. Običajno jo navajamo kot maso raztopljenega topljenca v 100 g topila pri določeni temperaturi. Odvisna je od vrste topljenca, vrste topila in od temperature. Topnost s temperaturo ponavadi narašča, vendar obstajajo tudi izjeme, pri katerih se topnost pri povečani temperaturi zmanjša (npr. CaS, Ca(OH)₂).
Nasičena raztopina vsebuje največjo možno količino raztopljenega topljenca pri določeni temperaturi. Koncentrirana raztopina je tista raztopina, ki vsebuje veliko topljenca in malo topila. Razredčena raztopina pa je raztopina, ki vsebuje veliko topila in malo topljenca. Hitrost raztapljanja lahko povečamo z mešanjem in z uporabo bolj drobnim topljencem (če topljenec zdrobimo, je površina topljenca večja in s tem je tudi več topljenca v stiku s topilom).
Sestavo raztopine podajamo različno: z deleži, koncentracijo, in z razmerjem. 

Masni delež topljenca nam pove, kolikšen delež celotne raztopine predstavlja masa topljenca. Je brez enote. Vrednost masnega deleža je med 0 in 1. Včasih ga izražamo v odstotkih. Takrat je njegova vrednost med 0 in 100 %. Označujemo ga s črko w, izračunamo pa z enačbo: 

Količino raztopljenega topljenca lahko izražamo tudi kot množinsko koncentracijo ali masno koncentracijo topljenca v raztopini. Obe koncentraciji sta temperaturno odvisni, ker je gostota raztopine (in s tem tudi njena prostornina) odvisna od temperature. 

Množinska koncentracija ponazarja množino raztopljenega topljenca v določeni prostornini raztopine. Enota je mol/L. Označujemo jo s črko c, izračunamo pa z enačbo: 

Masna koncentracija pa ponazarja maso raztopljenega topljenca v določeni prostornini raztopine. Enota je g/L. Označujemo jo z γ, izračunamo pa po enačbi: 